# Substitutionsprincipen
Substitutionsprincipen innebär att miljöfarliga produkter och ämnen byts ut mot miljövänligare alternativ. Det är en förlängning av försiktighetsprincipen. 
Substitutionsprincipen kallas också utbytesregeln eller produktvalsprincipen.

## Lagstiftning
Inom EU finns uttryck för substitutionsprincipen i REACH-förordningens artikel 55.
Substitutionsprincipen finns sedan 1970-talet inskriven i den svenska lagen om kemiska produkter, enligt miljöbalkens substitutionsprincip (2 kap 4§).